# Levanna
La Levanna culmine à 3 619 m dans les Alpes grées, sur la frontière franco-italienne, entre la Savoie et le Piémont.

## Géographie
La Levanna se compose de trois sommets reliés par une même arête : la Levanna occidentale (3 593 m), la Levanna centrale (3 619 m) et la Levanna orientale (3 555 m). Entre le sommet central et le sommet oriental se dresse la Levannetta (3 432 m).
Depuis le versant italien, la Levanna domine le val Grande de Lanzo et la vallée de l'Orco ; depuis le versant français, elle domine les sources de l'Arc, aux confins de la Maurienne.